# تشيفيتيلا ميسر ريموندو
تشيفيتيلا ميسر ريموندو (بالإيطالية: Civitella Messer Raimondo)‏ هي بلدية في مقاطعة كييتي في إقليم أبروتسو الإيطالي.

## السكان
في سنة 1861 بلغ عدد السكان 1٬816 نسمة، وتطور العدد ليصل في سنة 2011 لـ 861 نسمة.
يظهر هذا المخطط البياني تطور النمو السكاني لـ تشيفيتيلا ميسر ريموندو